# Chelydra rossignonii
Chelydra rossignonii es una especie de tortuga acuática que pertenece a la familia Chelydridae. Es nativa del sur de México, Belice, Guatemala y Honduras. Se alimenta de camarones, cangrejos, almejas, ranas, insectos, peces, y ocasionalmente pequeños vertebrados, plantas acuáticas, algas y frutos caídos en el agua.